# Subergorgia mexicana
Subergorgia mexicana är en korallart som först beskrevs av Koch 1878.  Subergorgia mexicana ingår i släktet Subergorgia och familjen Subergorgiidae. Inga underarter finns listade i Catalogue of Life.